# خوان ترویول
خوان ترویول (انگلیسی: Joan Truyols؛ زادهٔ ۱۱ نوامبر ۱۹۸۹) بازیکن فوتبال اهل اسپانیا است.
از باشگاه‌هایی که در آن بازی کرده‌است می‌توان به باشگاه ورزشی رئال مایورکا، باشگاه فوتبال ویارئال، و باشگاه فوتبال رئال مورسیا اشاره کرد.